# Diplocentrus roo
Espèce
Diplocentrus roo est une espèce de scorpions de la famille des Diplocentridae.

## Distribution
Cette espèce est endémique du Quintana Roo au Mexique. Elle se rencontre vers Othón P. Blanco et Felipe Carrillo Puerto.

## Description
Le mâle holotype mesure 67,88 mm et la femelle paratype 60,58 mm.

## Étymologie
Son nom d'espèce lui a été donné en référence au lieu de sa découverte, le Quintana Roo.

## Publication originale
- Francke & Martín-Frías, 2005 : A new species of Diplocentrus Peters, 1861 (Scorpiones: Scorpionidae : Diplocentrinae) from Quintana Roo, Mexico. Boletín Sociedad Entomológica Aragonesa, vol. 36, p. 73–76 (texte intégral).